# Futbol als Jocs Olímpics d'estiu de 1984
Als Jocs Olímpics d'Estiu de 1984 celebrats a la ciutat de Los Angeles (Estats Units d'Amèrica) es disputà una competició de futbol en categoria masculina. La competició tingué lloc entre els dies 29 de juliol i 11 d'agost de 1984 a l'Estadi de Harvard (Allston), el Navy-Marine Corps Memorial Stadium (Annapolis), Stanford Stadium (Palo Alto) i l'estadi Rose Bowl (Pasadena).
Aquesta fou la primera vegada que la FIFA autoritzà la participació de futbolistes professionals en una competició olímpica.

## Comitès participants
Hi participaren un total de 246 futbolistes de 16 comitès nacionals diferents:
| Grup A - França - Noruega - Qatar - Xile | Grup B - Camerun - Canadà - Iraq - Iugoslàvia | Grup C - Aràbia Saudita - Brasil - Marroc - RFA | Grup D - Costa Rica - Egipte - Estats Units - Itàlia |

## Resum de medalles
| Prova          | Or | Argent | Bronze |
| Futbol masculí | França William Ayache · Michel Bensoussan · Michel Bibard · Dominique Bijotat · François Brisson · Patrick Cubaynes · Patrice Garande · Philippe Jeannol · Guy Lacombe · Jean-Claude Lemoult · Jean Philippe Rohr · Albert Rust · Didier Sénac · Jean-Christophe Thouvenel · José Touré · Daniel Xuereb · Jean-Louis Zanon | BrasilPinga · David Cortez Silva · Milton Cruz · Luís Henrique Dias · Andre Luiz Ferreira · Mauro Galvão · Antonio José Gil · João Leiehart Neto · Gilmar Popoca · Silvinho · Gilmar · Ademir · Paulo Santos · Ronaldo Silva · Dunga · Francisco Vidal · Luiz Carlos Winck | IugoslàviaMirsad Baljić · Mehmed Baždarević · Vlado Čapljić · Borislav Cvetković · Stjepan Deverić · Milko Đurovski · Marko Elsner · Nenad Gračan · Tomislav Ivković · Srečko Katanec · Branko Miljuš · Mitar Mrkela · Jovica Nikolić · Ivan Pudar · Ljubomir Radanović · Admir Smajić · Dragan Stojković |

## Medaller
| Posició | País       | Or | Argent | Bronze | Total |
| 1       | França     | 1  | 0      | 0      | 1     |
| 2       | Brasil     | 0  | 1      | 0      | 1     |
| 3       | Iugoslàvia | 0  | 0      | 1      | 1     |

## Resultats

### Primera ronda
Grup A
|         | J | G | E | P | GF | GC | Pts |
| ------- | - | - | - | - | -- | -- | --- |
| França  | 3 | 1 | 2 | 0 | 5  | 4  | 4   |
| Xile    | 3 | 1 | 2 | 0 | 2  | 1  | 4   |
| Noruega | 3 | 1 | 1 | 1 | 3  | 2  | 3   |
| Qatar   | 3 | 0 | 1 | 2 | 2  | 5  | 1   |

| Noruega | 0–0   | Xile |
| ------- | ----- | ---- |
|         | Resum |      |

 Estadi de Harvard (Allston)

Assistència: 25.000

Àrbitre: David Socha (USA)        
| França                   | 2–2   | Qatar                 |
| ------------------------ | ----- | --------------------- |
| Garande 43' · Xuereb 61' | Resum | Al-Muhannadi 55', 60' |

 Navy-Marine Corps Memorial Stadium (Annapolis)

Assistència: 29.240

Àrbitre: Romualdo Arppi Filho (BRA)        
| Noruega    | 1–2   | França          |
| ---------- | ----- | --------------- |
| Ahlsen 33' | Resum | Brisson 5', 56' |

 Estadi de Harvard (Allston)

Assistència: 27.832

Àrbitre: Volker Roth (RFA)        
| Xile      | 1–0   | Qatar |
| --------- | ----- | ----- |
| Baeza 52' | Resum |       |

 Navy-Marine Corps Memorial Stadium (Annapolis)

Assistència: 14.508

Àrbitre: Luis Paulino Siles (CRC)        
| Qatar | 0–2   | Noruega         |
| ----- | ----- | --------------- |
|       | Resum | Vaadal 21', 52' |

 Estadi de Harvard (Allston) 

Assistència: 17.529

Àrbitre: Bester Kalombo (MWI)        
| Xile      | 1–1   | França      |
| --------- | ----- | ----------- |
| Santis 9' | Resum | Lemoult 50' |

 Navy-Marine Corps Memorial Stadium (Annapolis)

Assistència: 28.114

Àrbitre: Jan Keizer (PBA)        
Grup B
|            | J | G | E | P | GF | GC | Pts |
| ---------- | - | - | - | - | -- | -- | --- |
| Iugoslàvia | 3 | 3 | 0 | 0 | 7  | 3  | 6   |
| Canadà     | 3 | 1 | 1 | 1 | 4  | 3  | 3   |
| Camerun    | 3 | 1 | 0 | 2 | 3  | 5  | 2   |
| Iraq       | 3 | 0 | 1 | 2 | 3  | 6  | 1   |

| Canadà   | 1–1   | Iraq      |
| -------- | ----- | --------- |
| Gray 70' | Resum | Saeed 83' |

 Estadi de Harvard (Allston)

Assistència: 16.730

Àrbitre: Jesús Díaz (COL)        
| Iugoslàvia                  | 2–1   | Camerun   |
| --------------------------- | ----- | --------- |
| Nikolić 39' · Cvetković 70' | Resum | Milla 32' |

 Navy-Marine Corps Memorial Stadium (Annapolis)

Assistència: 15.010

Àrbitre: Jan Keizer (PBA)        
| Camerun    | 1–0   | Iraq |
| ---------- | ----- | ---- |
| Bahoken 7' | Resum |      |

 Estadi de Harvard (Allston)

Assistència: 20.000

Àrbitre: David Socha (USA)        
| Iugoslàvia  | 1–0   | Canadà |
| ----------- | ----- | ------ |
| Nikolić 76' | Resum |        |

 Navy-Marine Corps Memorial Stadium (Annapolis)

Assistència: 20.000

Àrbitre: Mohammed Hossameldin (EGI)        
| Camerun   | 1–3   | Canadà                          |
| --------- | ----- | ------------------------------- |
| Mfédé 76' | Resum | Mitchell 43', 82' · Vrablic 72' |

 Estadi de Harvard (Allston)

Assistència: 27.621

Àrbitre: Enzo Batbaresco (ITA)        
| Iraq                   | 2–4   | Iugoslàvia                          |
| ---------------------- | ----- | ----------------------------------- |
| Saeed 17' · Shihab 43' | Resum | Deverić 55', 76', 87' · Nikolić 86' |

 Navy-Marine Corps Memorial Stadium (Annapolis)

Assistència: 24.430

Àrbitre: Toshikazu Sano (JAP)        
Grup C
|                  | J | G | E | P | GF | GC | Pts |
| ---------------- | - | - | - | - | -- | -- | --- |
| Brasil           | 3 | 3 | 0 | 0 | 6  | 1  | 6   |
| Alemanya Federal | 3 | 2 | 0 | 1 | 8  | 1  | 4   |
| Marroc           | 3 | 1 | 0 | 2 | 1  | 4  | 2   |
| Aràbia Saudita   | 3 | 0 | 0 | 3 | 1  | 10 | 0   |

| Alemanya Federal      | 2–0   | Marroc |
| --------------------- | ----- | ------ |
| Rahn 43' · Brehme 52' | Resum |        |

 Estadi Stanford (Palo Alto)

Assistència: 23.228

Àrbitre: Tony Evangelista (CAN)        
| Brasil                                       | 3–1   | Aràbia Saudita |
| -------------------------------------------- | ----- | -------------- |
| Gilmar Popoca 12' · Silvinho 50' · Dunga 59' | Resum | Abdullah 69'   |

 Estadi Rose Bowl (Pasadena)

Assistència: 40.799

Àrbitre: Brian McGinlay (RUN)        
| Brasil            | 1–0   | Alemanya Federal |
| ----------------- | ----- | ---------------- |
| Gilmar Popoca 86' | Resum |                  |

 Estadi Stanford (Palo Alto)

Assistència: 75.239

Àrbitre: Kyung-Bok Cha (KOR)        
| Marroc    | 1–0   | Aràbia Saudita |
| --------- | ----- | -------------- |
| Merry 72' | Resum |                |

 Estadi Rose Bowl (Pasadena)

Assistència: 36.909

Àrbitre: Edvard Sostarić (IUG)        
| Aràbia Saudita | 0–6   | Alemanya Federal                                         |
| -------------- | ----- | -------------------------------------------------------- |
|                | Resum | Schreier 8', 66' · Bommer 22', 72' · Rahn 24' · Mill 32' |

 Estadi Stanford (Palo Alto)

Assistència: 26.242

Àrbitre: Ioan Igna (ROM)        
| Marroc | 0–2   | Brasil               |
| ------ | ----- | -------------------- |
|        | Resum | Dunga 64' · Kita 70' |

 Estadi Rose Bowl (Pasadena) 

Assistència: 49.355

Àrbitre: Arminio Victoriano Sánchez (ESP)        
Group D
|              | J | G | E | P | GF | GC | Pts |
| ------------ | - | - | - | - | -- | -- | --- |
| Itàlia       | 3 | 2 | 0 | 1 | 2  | 1  | 4   |
| Egipte       | 3 | 1 | 1 | 1 | 5  | 3  | 3   |
| Estats Units | 3 | 1 | 1 | 1 | 4  | 2  | 3   |
| Costa Rica   | 3 | 1 | 0 | 2 | 2  | 7  | 2   |

| Estats Units                  | 3–0   | Costa Rica |
| ----------------------------- | ----- | ---------- |
| Davis 23', 86' · Willrich 35' | Resum |            |

 Estadi Stanford (Palo Alto)

Assistència 78.000

Àrbitre: Joël Quiniou (FRA)        
| Itàlia     | 1–0   | Egipte |
| ---------- | ----- | ------ |
| Serena 63' | Resum |        |

 Estadi Rose Bowl (Pasadena)

Assistència: 37.430

Àrbitre: Gastón Castro (XIL)        
| Egipte                                              | 4–1   | Costa Rica   |
| --------------------------------------------------- | ----- | ------------ |
| Khatib 32' · Sayed 35' · Soliman 62' · Gadallah 71' | Resum | Coronado 87' |

 Estadi Stanford (Palo Alto)

Assistència: 20.645

Àrbitre: Antonio Márquez Ramírez (MEX)        
| Itàlia     | 1–0   | Estats Units |
| ---------- | ----- | ------------ |
| Baresi 58' | Resum |              |

 Estadi Rose Bowl (Pasadena)

Assistència: 63.624

Àrbitre: Abdul Aziz Al-Salmi        
| Egipte      | 1–1   | Estats Units |
| ----------- | ----- | ------------ |
| Soliman 27' | Resum | Thompson 8'  |

 Estadi Stanford (Palo Alto)

Assistència: 54.973

Àrbitre: Jorge Romero (ARG)        
| Costa Rica | 1–0   | Itàlia |
| ---------- | ----- | ------ |
| Rivers 33' | Resum |        |

 Estadi Rose Bowl (Pasadena) 

Assistència: 41.291

Àrbitre: Gebreysus Tesfaye (ETI)        

### Quadre final
|  | Quarts de final       | Quarts de final       |                       |        | Semifinals  | Semifinals  |  |  | Final                 | Final |
|  |                       |                       |                       |        |             |             |  |  |                       |       |
|  | 5 d'agost - Pasadena  |                       |                       |        |             |             |  |  |                       |       |
|  |                       |                       |                       |        |             |             |  |  |                       |       |
|  | França                | 2                     |                       |        |             |             |  |  |                       |       |
|  | França                | 2                     | 8 d'agost - Pasadena  |        |             |             |  |  |                       |       |
|  | Egipte                | 0                     |                       |        |             |             |  |  |                       |       |
|  | Egipte                | 0                     | França                | 4      |             |             |  |  |                       |       |
|  | 6 d'agost - Pasadena  |                       | França                | 4      |             |             |  |  |                       |       |
|  |                       | Iugoslàvia            | 2                     |        |             |             |  |  |                       |       |
|  | Iugoslàvia            | Iugoslàvia            | 2                     | 5      |             |             |  |  |                       |       |
|  | Iugoslàvia            |                       | 11 d'agost – Pasadena | 5      |             |             |  |  |                       |       |
|  | Alemanya Federal      | 2                     |                       |        |             |             |  |  |                       |       |
|  | Alemanya Federal      | 2                     | França                | 2      |             |             |  |  |                       |       |
|  | 5 d'agost – Palo Alto |                       | França                | 2      |             |             |  |  |                       |       |
|  |                       | Brasil                | 0                     |        |             |             |  |  |                       |       |
|  | Itàlia                | Brasil                | 0                     | 1      |             |             |  |  |                       |       |
|  | Itàlia                | 8 d'agost – Palo Alto |                       | 1      |             |             |  |  |                       |       |
|  | Xile                  | 0                     |                       |        |             |             |  |  |                       |       |
|  | Xile                  | 0                     | Itàlia                | 1      | Tercer lloc | Tercer lloc |  |  |                       |       |
|  | 6 d'agost - Palo Alto |                       | Itàlia                | 1      | Tercer lloc | Tercer lloc |  |  |                       |       |
|  |                       | Brasil                | 2                     |        |             |             |  |  |                       |       |
|  | Brasil                | Brasil                | 2                     | 1 (5)  | Iugoslàvia  | 2           |  |  |                       |       |
|  | Brasil                |                       |                       | 1 (5)  | Iugoslàvia  | 2           |  |  |                       |       |
|  | Canadà                | 1 (3)                 |                       | Itàlia | 1           |             |  |  |                       |       |
|  | Canadà                | 1 (3)                 |                       |        | 1           |             |  |  |                       |       |
|  |                       |                       |                       |        |             |             |  |  | 10 d'agost - Pasadena |       |
|  |                       |                       |                       |        |             |             |  |  |                       |       |

#### Quarts de final
| Itàlia      | 1–0   | Xile |
| ----------- | ----- | ---- |
| Vignola 95' | Resum |      |

 Estadi Stanford (Palo Alto)

Assistència: 67.349

Àrbitre: Brian McGinlay (RUN)        
| França          | 2–0   | Egipte |
| --------------- | ----- | ------ |
| Xuereb 29', 52' | Resum |        |

 Estadi Rose Bowl (Pasadena)

Assistència: 66.228

Àrbitre: Kyung-Bok Cha (KOR)        
| Brasil            | 1–1   | Canadà       |
| ----------------- | ----- | ------------ |
| Gilmar Popoca 72' | Resum | Mitchell 58' |

 Estadi Stanford (Palo Alto)

Assistència: 36.150

Àrbitre: Luis Paulino Siles (CRC)        
1. ↑  Partit guanyat per penals: Brasil 5 – Itàlia 3

| Iugoslàvia                                                 | 5–2   | Alemanya Federal           |
| ---------------------------------------------------------- | ----- | -------------------------- |
| Cvetković 21', 58', 70' · Radanović 27' · Gračan 46' (pen) | Resum | Bommer 1' · Bockenfeld 28' |

 Estadi Rose Bowl (Pasadena)

Assistència: 58.439

Àrbitre: Jorge Romero (ARG)        

#### Semifinals
| França                                                | 4–2   | Iugoslàvia                  |
| ----------------------------------------------------- | ----- | --------------------------- |
| Bijotat 7' · Jeannol 15' · Lacombe 106' · Xuereb 119' | Resum | Cvetković 63' · Deverić 74' |

 Estadi Rose Bowl (Pasadena)

Assistència: 97.451

Àrbitre: Antonio Márquez Ramírez (MEX)        
| Itàlia    | 1–2   | Brasil                          |
| --------- | ----- | ------------------------------- |
| Fanna 62' | Resum | Gilmar Popoca 53' · Ronaldo 95' |

 Estadi Stanford (Palo Alto)

Assistència: 83.642

Àrbitre: David Socha (USA)        

#### Medalla de bronze
| Iugoslàvia               | 2–1   | Itàlia            |
| ------------------------ | ----- | ----------------- |
| Baljić 59' · Deverić 81' | Resum | Vignola 27' (pen) |

 Estadi Rose Bowl (Pasadena)

Assistència: 100.374

Àrbitre: Brian McGinlay (ESC)        

#### Medalla d'Or
| França                   | 2–0   | Brasil |
| ------------------------ | ----- | ------ |
| Brisson 55' · Xuereb 60' | Resum |        |

 Estadi Rose Bowl (Pasadena)

Assistència: 101.799

Àrbitre: Jan Keizer (PBA)        